# Bezirk Selčan

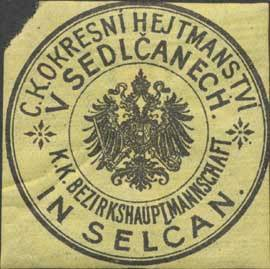
Siegelmarke C.K. Okresní hejtmanství v Sedlčanech / Bezirkshauptmannschaft in Selčan

Der Bezirk Selčan (tschechisch politický okres Sedlčany) war ein Politischer Bezirk im Königreich Böhmen. Der Bezirk umfasste Gebiete in Mittelböhmen im heutigen Středočeský kraj (Okres Benešov bzw. Okres Příbram). Sitz der Bezirkshauptmannschaft (tschechisch Okresní hejtmanství v Sedlčanech) war die Stadt Selčan (Sedlčany). Das Gebiet gehörte seit 1918 zur neu gegründeten Tschechoslowakei und ist seit 1993 Teil Tschechiens.

## Geschichte
Die modernen, politischen Bezirke der Habsburgermonarchie wurden 1868 im Zuge der Trennung der politischen von der judikativen Verwaltung geschaffen.
Der Bezirk Selčan wurde 1868 aus den Gerichtsbezirken Sedletz (tschechisch: soudní okres Sedlec), Selčan (Sedlčany) und Wotitz (Votice) gebildet.
Im Bezirk Selčan lebten 1869 65.857 Personen, wobei der Bezirk ein Gebiet von 13,7 Quadratmeilen und 66 Gemeinden umfasste.
1900 beherbergte der Bezirk 56.931 Menschen, die auf einer Fläche von 744,96 km² bzw. in 77 Gemeinden lebten.
Der Bezirk Selčan umfasste 1910 eine Fläche von 744,95 km² und beherbergte eine Bevölkerung von 54.051 Personen. Von den Einwohnern hatte 1910 54.051 Tschechisch und 34 Deutsch als Umgangssprache angegeben. Des Weiteren lebten im Bezirk und 54 Anderssprachige oder Staatsfremde. Zum Bezirk gehörten drei Gerichtsbezirke mit insgesamt 81 Gemeinden bzw. 152 Katastralgemeinden.